# Пашкевич Василь Олексійович
Васи́ль Олексі́йович Пашке́вич (* 1742 — † 20 березня 1797) — український і російський скрипаль, диригент, один з перших російських оперних композиторів.

## Життєпис
1756 року прийнятий на придворну службу (так зазначав історик музики Микола Фіндейзен), був в штаті капели придворної церкви, там пройшов початковий курс навчання під керівництвом Вінченцо Манфредіні.
Опери Пашкевича «Нещастя від карети», «Скупий», «Февей» мали успіх у публіки, ставилися на сценах багатьох міст Російської імперії до середини XIX століття.
Малолітнім Пашкевича забрали до Петербургу, де отримав хорошу музичну освіту — при придворному хорі, незабаром зробив кар'єру.
З 1763 року був скрипалем в придворному оркестрі.
1783 року отримав звання камер-музиканта після успіху поспіль його трьох опер, призначений на посаду концертмейстера оркестру бальної музики, мав титул «великого півчого».
1789 року він здобуває «концертмейстер бальної музики» з чином колезького асесора.
Окрім придворної служби, керував музичною частиною «Вільного театру», займався педагогічною діяльністю; дослідники вважають, що він був учителем Євстигнея Фоміна.
Однак, 1796 року звільнений й відправлений у відставку без призначення пенсії Павлом I.
Через рік композитор, якому аплодував двір, а лібрето однієї з опер написала Катерина ІІ, помер у злиднях, залишивши вдову з однорічною дочкою, повторивши долю багатьох талановитих українців у царській Росії.
Написав опери:
- «Нещастя від карети», лібрето Якова Княжніна — 1779,
- «Скупий», лібрето Якова Княжніна — 1782, по Мольєру,
- «Туніський паша», лібрето Михайла Матінського — 1783 (опера не збереглася)
- «Февей», лібрето Катерини II, вірші Василя Тредіаковського, Михайла Ломоносова, інших — 1786, перша російська казкова опера,
- «Федул з дітьми», лібрето Катерини II — 1791, спільно з Вісенте Мартін-і-Солером,
- «Як поживеш, так і уславишся» («Санкт-Петербурзький гостинний двір»), лібрето Михайла Матінського — 1792,
- «Нещасний в любові піддячий» — 1795.

Інші твори:
- «Храм всесвітнього тріумфу»- музика для «театрального фестивалю» — 1780, спільно з Ф. Тореллі і Камаскіно
- «Початкове управління Олега», драматична вистава — 1790, разом з Карло Каноббіо і Джузеппе Сарті
- хор «Амур і Психея» на вірші Гаврила Державіна — 1793,
- чотириголосні духовні концерти «Нині час явися», «Прийдіть взиде», «Радуйтеся люди і веселітеся», «Слава в вишніх Богу», «Почуй Господи мій голос» (не збереглися).

У фільмі Андреса Пустусмаа «1814» (2007) актори в театрі виконують оперу Василя Пашкевича «Скупий».